# Айзенах (Рейнланд-Пфальц)
Айзенах (нім. Eisenach) — громада в Німеччині, розташована в землі Рейнланд-Пфальц. Входить до складу району Бітбург-Прюм. Складова частина об'єднання громад Зюдайфель.
Площа — 6,31 км2. Населення становить 371 ос. (станом на 31 грудня 2020).

## Галерея

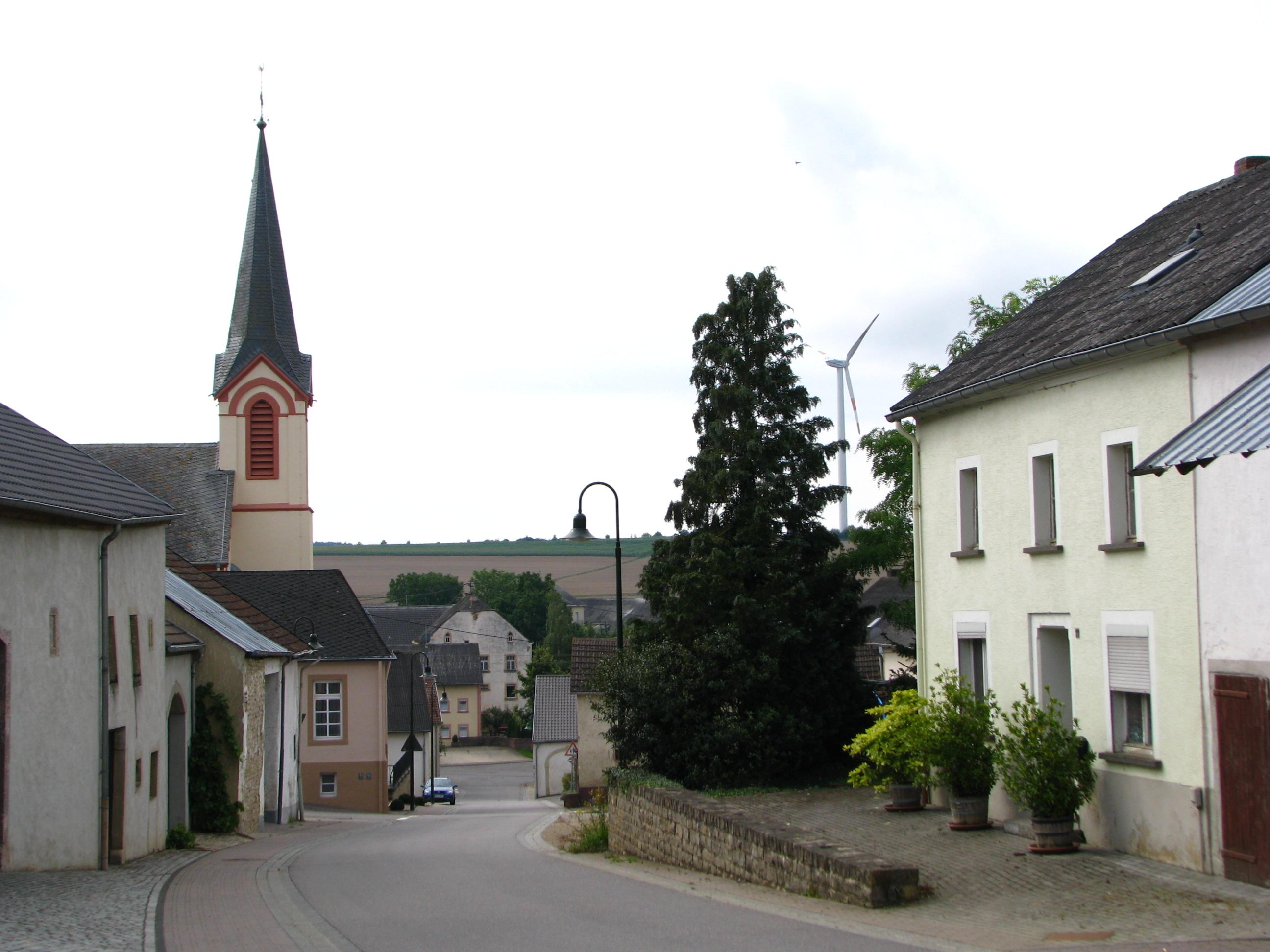
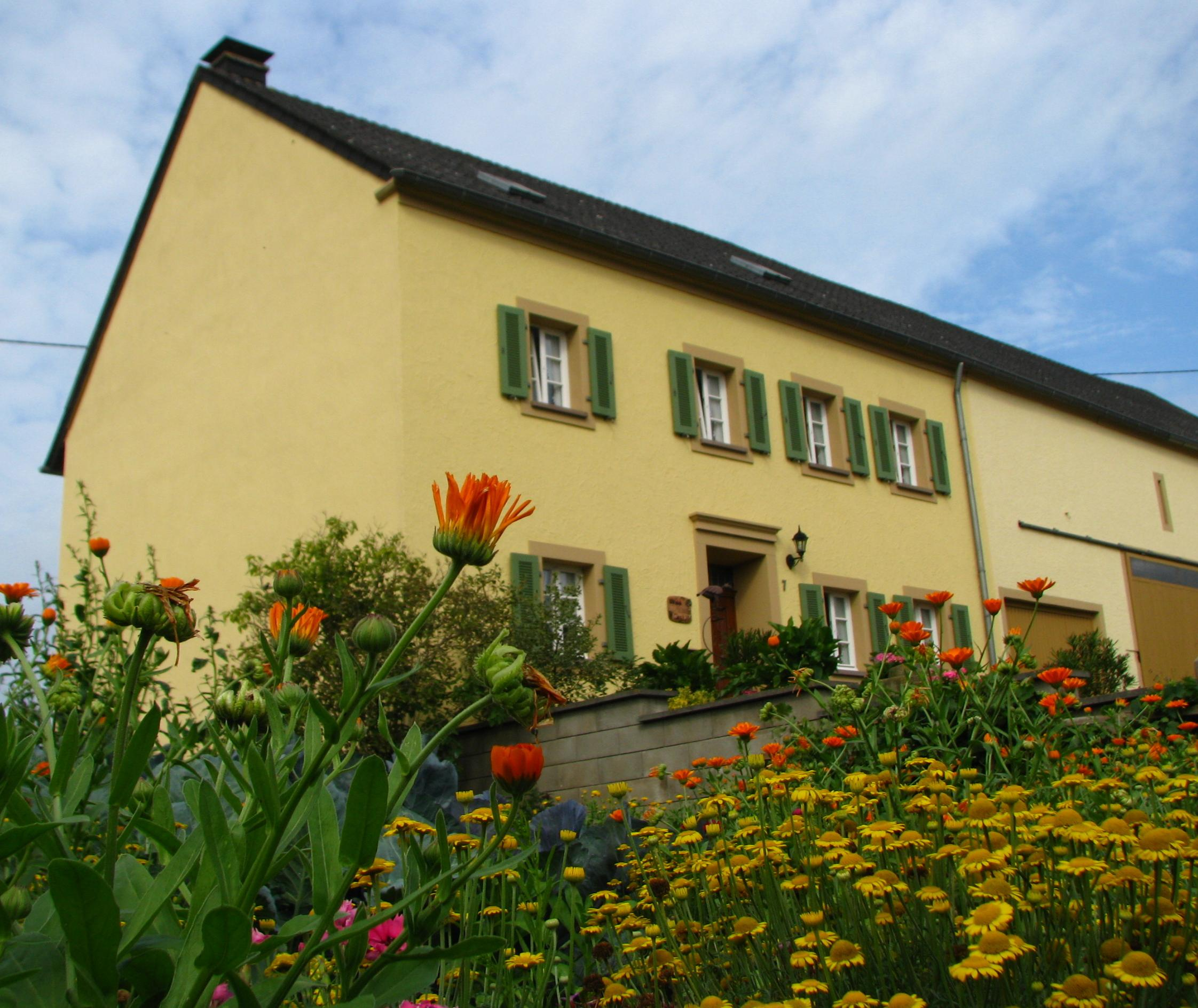